# 1046
 Năm 1046 là một năm trong lịch Julius. 